# ジョニー・ドッズ
ジョニー・ドッズ（Johnny Dodds、1892年4月12日 - 1940年8月8日）は、ニューオーリンズに拠点を置くジャズ・クラリネット奏者、ジャズ・アルト・サクソフォーン奏者であり、彼自身の名前での録音や、キング・オリヴァー、ジェリー・ロール・モートン、ラヴィー・オースティン、ルイ・アームストロングらのバンドとの録音とでもっとも知られている。ドラム奏者のベイビー・ドッズは弟。ふたりは1926年にニューオーリンズ・ブートブラックスで共演した。
ドッズはミシシッピ州ウェイブランドに生まれ、青年時代にニューオーリンズに引っ越し、ロレンツォ・ティオにクラリネットを学んだ。ドッズは、フランキー・デューソン、キッド・オリー、キング・オリヴァーらのバンドと演奏した。ドッズはシカゴへ行き、オリヴァーズ・クレオール・ジャズ・バンドで演奏をした。それはドッズが1923年に最初の録音をしたバンドである。ドッズはこの期間、親友のナッティ・ドミニクとも頻繁に演奏をし、仕事上の付き合いは一生涯続いた。1924年にオリヴァーのバンドが解散したのち、ドッズはケリーズ・ステイブルズというジャズ・ハウスの専属クラリネット奏者でバンドリーダーでもあったアルサイド・ヌニェスの後を引き継いだ。ドッズはシカゴで数え切れないほどの少人数編成のグループで録音を行った。最も注目に値するのはルイ・アームストロングのホット・ファイヴとホット・セブン、そしてジェリー・ロール・モートンのレッド・ホット・ペッパーズとの録音である。
ドッズは音楽家としてのプロ意識と技巧、そして彼の心からの濃密にブルースを汲み出すスタイルで有名であり、後のクラリネット奏者たち（特にベニー・グッドマン）に重要な影響を与えた。
ドッズは1930年代は健康を害し、ほとんど録音を行わなかった。1940年にシカゴで死去。
1987年、ドッズは『ダウン・ビート』誌による「ダウン・ビート・ジャズ・ホール・オヴ・フェイム（ダウン・ビートのジャズの殿堂）」入りをした。